# 甘汝來
甘汝來（1684年—1739年），字耕道，號遜齋，江西奉新縣人，清朝政治人物。

## 生平
康熙五十二年（1713年）癸巳恩科進士，以教習授知縣，補直隸淶水縣。淶水境內，八旗兵丁與民雜居，汝來到任後，秉公處理欺壓居民的三等侍衛畢裡克，其事上聞，下刑部論罪，甘汝來遭到革職，而畢裡克僅被罰俸，后来，康熙帝親自將畢裡克奪職，而宣布甘汝來無罪。汝來從此身負“循吏”之名。改知新安縣，任內挖掘白洋澱堤，灌溉農田數千頃。又改雄縣，懲治奸吏，減輕民負。
雍正初年，授吏部主事，擢升廣西太平府知府，經按察使等職，三遷升至廣西巡撫。雍正五年（1727年），遷都察院左副都御史。雍正六年（1728年），因事牽連奪職，在咸安宮官學行走。山東巡撫費金吾籌議疏浚濟寧、嘉祥、沛縣等地水道，汝來奉命前往效力。雍正九年（1731年），啟用為直隸霸昌道。適逢母喪丁憂，受令在任守喪。再遷禮部侍郎。
乾隆帝即位後，升兵部尚書。乾隆三年（1738年），調吏部尚書，仍然兼領兵部，并加太子少保。乾隆四年（1739年）七月病卒。朝廷赐謚莊恪，乾隆帝为此停止上朝一日，并赐其银子一千两，以示哀悼。《清史稿》有傳。著有《遜齋詩文奏議全集》。

## 延伸阅读
[在维基数据编辑]
 《清史稿·卷304》，出自趙爾巽《清史稿》